# The Paradise of Thorns
The Paradise of Thorns (en tailandés: วิมานหนาม, lit. 'El paraíso de espinas') es una película tailandesa de drama romántico de 2024 dirigida y escrita por Naruebet Kuno en su debut como director de largometrajes. La película está protagonizada por Jeff Satur y Engfa Waraha. Se estrenó en cines en Tailandia el 22 de agosto de 2024 y tuvo su estreno internacional en el Festival Internacional de Cine de Toronto 2024 el 6 de septiembre de 2024.

## Sinopsis
Una pareja homosexual no casada inicia una granja de durián juntos. Cuando uno de ellos muere, el sobreviviente lucha por recuperar la propiedad compartida, que es confiscada por la familia de su pareja.
Thongkham (Jeff Satur) y Sek (Pongsakorn Mettarikanon), una pareja del mismo sexo, se han dedicado al trabajo arduo y han logrado adquirir una gran casa, terreno y un huerto de durianes en la provincia de Mae Hong Son. Esperaban convertir este lugar en su santuario feliz. Sin embargo, ocurre un giro trágico cuando Sek fallece repentinamente. Thongkham también descubre la dura realidad de la ley tailandesa, que hasta la fecha de estreno del filme no reconocía las uniones del mismo sexo. Como resultado, todos los bienes que habían acumulado juntos, incluida la casa, el terreno y la granja de durianes, son heredados por Saeng (Seeda Puapimon), la madre de Sek. Saeng luego lleva a su hija adoptiva, Mo (Engfa Waraha), a vivir con ellos en la casa. Sin otra opción, Thongkham debe luchar contra la injusticia de la ley para proteger y reclamar su hogar soñado.

## Reparto
- Jeff Satur como Thongkham Kronlongsuk
- Engfa Waraha como Mo Jongyoi
- Pongsakorn Mettarikanon como Sek
- Seeda Puapimon como Nang Saeng Boonkamlue, madre de Sek
- Harit Buayoi como Jingna Jongyoi, hermano menor de Mo
- Pongsakorn Mettarikanon como Seksan Boonkamlue

## Producción
En marzo de 2023, el proyecto fue anunciado por GDH 559 en su conferencia de prensa de 2023 bajo el título The Project D y estaba programado para estrenarse a finales de año. GDH originalmente eligió a Krit Amnuaydechkorn para el papel de Thongkham, pero este se retiró debido a conflictos de agenda y fue reemplazado por Jeff Satur.
El proyecto fue presentado por GDH 559 en el Festival de Cannes 2024.

## Estreno
The Paradise of Thorns se estrenó en cines tailandeses el 22 de agosto de 2024. La película se convirtió en la tercera película tailandesa más taquillera de 2024 tras recaudar más de ฿100 millones ($2.9 millones). Tuvo su estreno internacional en el Festival Internacional de Cine de Toronto 2024 el 6 de septiembre de 2024 durante su programa Discovery.
La película comenzó a proyectarse el 19 de septiembre en Australia y Nueva Zelanda; el 25 de septiembre en Filipinas, el 27 de septiembre en Camboya, el 3 de octubre en Laos, el 10 de octubre en Singapur, el 1 de noviembre en Vietnam, el 6 de noviembre en Indonesia y el 8 de noviembre en Taiwán.
Se estrenó en Netflix el 9 de enero de 2025.

## Premios y nominaciones
| Premio                           | Año  | Categoría                                                 | Nominado/obra                 | Resultado | Ref.          |
| -------------------------------- | ---- | --------------------------------------------------------- | ----------------------------- | --------- | ------------- |
| Feed Y Capital Awards            | 2024 | Película del Año                                          | The Paradise of Thorns        | Ganador   | [ 12 ]        |
| GQ Thailand Men of the Year      | 2024 | Actor del Año                                             | Jeff Satur                    | Ganador   | [ 13 ]        |
| Howe Awards                      | 2024 | Actriz Más Destacada                                      | Engfa Waraha                  | Ganador   | [ 14 ]        |
| Jakarta Film Week                | 2024 | Premio a la Mejor Película Global                         | The Paradise of Thorns        | Nominado  | [ 15 ]        |
| Sanook Top of the Year Awards    | 2024 | Mejor Película del Año                                    | The Paradise of Thorns        | Ganador   | [ 16 ]        |
| Sanook Top of the Year Awards    | 2024 | Mejor Actor del Año                                       | Jeff Satur                    | Nominado  | [ 17 ]        |
| Sanook Top of the Year Awards    | 2024 | Mejor Actriz del Año                                      | Engfa Waraha                  | Ganador   | [ 18 ]        |
| Thailand Box Office Movie Awards | 2024 | Película del Año                                          | The Paradise of Thorns        | Ganador   | [ 19 ] [ 20 ] |
| Thailand Box Office Movie Awards | 2024 | Director del Año                                          | Naruebet Kuno                 | Nominado  | [ 19 ] [ 20 ] |
| Thailand Box Office Movie Awards | 2024 | Actor del Año                                             | Jeff Satur                    | Nominado  | [ 19 ] [ 20 ] |
| Thailand Box Office Movie Awards | 2024 | Actriz del Año                                            | Engfa Waraha                  | Ganador   | [ 19 ] [ 20 ] |
| Thailand Box Office Movie Awards | 2024 | Actor de Reparto del Año                                  | Harit Buayoi                  | Nominado  | [ 19 ] [ 20 ] |
| Thailand Box Office Movie Awards | 2024 | Actor de Reparto del Año                                  | Pongsakorn Mettarikanon       | Nominado  | [ 19 ] [ 20 ] |
| Thailand Box Office Movie Awards | 2024 | Actriz de Reparto del Año                                 | Seeda Puapimon                | Ganador   | [ 19 ] [ 20 ] |
| Thailand Box Office Movie Awards | 2024 | Banda Sonora Original del Año                             | «Rain Wedding» por Jeff Satur | Ganador   | [ 19 ] [ 20 ] |
| Thailand Social Awards           | 2025 | Mejor Desempeño de Contenido en Redes Sociales – Película | The Paradise of Thorns        | Nominado  | [ 21 ]        |
| Thai Film Director Awards        | 2025 | Mejor Película                                            | The Paradise of Thorns        | 2do lugar | [ 22 ]        |
| Thai Film Director Awards        | 2025 | Mejor Director                                            | Naruebet Kuno                 | 2do lugar | [ 22 ]        |
| Thai Film Director Awards        | 2025 | Mejor Guion                                               | Naruebet Kuno                 | 2do lugar | [ 22 ]        |
| Thai Film Director Awards        | 2025 | Mejor Fotografía                                          | The Paradise of Thorns        | 2do lugar | [ 22 ]        |
| Thai Film Director Awards        | 2025 | Mejor Montaje                                             | The Paradise of Thorns        | 2do lugar | [ 22 ]        |
| Thai Film Director Awards        | 2025 | Mejor Banda Sonora                                        | The Paradise of Thorns        | 2do lugar | [ 22 ]        |
| Thai Film Director Awards        | 2025 | Mejor Actriz Protagonista                                 | Engfa Waraha                  | 2do lugar | [ 22 ]        |
| Thai Film Director Awards        | 2025 | Mejor Actriz de Reparto                                   | Seeda Puapimon                | Ganador   | [ 22 ]        |
| Zoomdara Awards                  | 2025 | Película Más Popular del Año                              | The Paradise of Thorns        | Nominado  | [ 23 ]        |